# Rhadinella schistosa
Espèce
Synonymes
- Rhadinaea schistosa (Smith, 1941)

Statut de conservation UICN

 LC  : Préoccupation mineure
Rhadinella schistosa  est une espèce de serpents de la famille des Dipsadidae.

## Répartition
Cette espèce est endémique du centre de l'État de Veracruz au Mexique.

## Publication originale
- Smith, 1941 : A new genus of Mexican snakes related to Rhadinaea. Copeia, vol. 1941, no 1, p. 7-10